# Pycnonotus xantholaemus
Pycnonotus xantholaemus là một loài chim trong họ Pycnonotidae.